# Show Some Respect
Show Some Respect ist ein Lied von Tina Turner aus dem Jahr 1984, das von Terry Britten und Sue Shifrin geschrieben und von Britten auch produziert wurde. Es erschien auf dem Album Private Dancer.

## Hintergrund
Der Song wurde von Britten und Shifrin geschrieben. Britten übernahm auch gemeinsam mit Tessa Niles den Hintergrundgesang. Nick Glennie-Smith und Billy Livsey spielten Keyboards. Graham Jarvis ist am Schlagzeug zu hören. Es handelt sich um einen Up-tempo-Popsong mit Einflüssen aus dem Rock. Auch ein E-Gitarrensolo ist zu hören. Der Songtext ist ein Plädoyer für gegenseitigen Respekt in einer Beziehung.

## Veröffentlichung
Show Some Respect erschien erstmals als Teil von Tina Turners Studioalbum Private Dancer am 29. Mai 1984. Im Folgejahr erschien es als Singleauskopplung des Albums, allerdings in manchen Ländern nur als 12"-Promo-Tonträger. In den Vereinigten Staaten erschien eine reguläre 7"-Single im April 1985 mit der B-Seite Let’s Pretend We're Married, geschrieben von Prince.

## Musikvideo
Es existiert ein Musikvideo, das Tina Turner zeigt wie sie aus ihrer Garderobe tritt und ihr Namensschild umdreht, das auf der Rückseite die Aufschrift „Back in 55 Minutes“ trägt. Dann sind einige Explosionen in ihrer Garderobe zu sehen, sie wird von einem Ansager angekündigt und anschließend folgt ein Liveauftritt mit dem Song.

## Charts und Chartplatzierungen
Show Some Respect stieg am 20. April 1985 in die US-amerikanischen Billboard Hot 100 ein und platzierte sich bis zur Chartausgabe vom 22. Juni 1985 zehn Wochen in den Charts. Seine beste Chartnotierung erreichte das Lied am 1. Juni 1985 mit Rang 37. Darüber hinaus erreichte die Single Rang 41 in Neuseeland sowie Rang 42 in Kanada.
| ChartsChartplatzierungen       | Höchstplatzierung | Wochen |
| ------------------------------ | ----------------- | ------ |
| Vereinigte Staaten (Billboard) | 37 (10 Wo.)       | 10     |